# Scacchia exserta
Scacchia exserta is een tweekleppigensoort uit de familie van de Lasaeidae. De wetenschappelijke naam van de soort is voor het eerst geldig gepubliceerd in 1996 door van der Linden.